# Cierznie
Cierznie (kaszub. Cérznié, niem. Peterswalde) – wieś w Polsce położona w województwie pomorskim, w powiecie człuchowskim, w gminie Debrzno przy drodze krajowej nr .
W latach 1945–54 siedziba gminy Cierznie. W latach 1954–1961 wieś należała i była siedzibą władz gromady Cierznie, po jej zniesieniu w gromadzie Debrzno. W latach 1975–1998 miejscowość administracyjnie należała do województwa słupskiego.

## Zabytki
Według rejestru zabytków NID na listę zabytków wpisane są:
- kościół św. Piotra i Pawła z XVIII w., nr rej.: A-171 z 21.02.1959
- chata podcieniowa kryta strzechą w zagrodzie nr 26, XVIII w., nr rej.: A-66 z 13.05.1955[4].